# Liste der Monuments historiques in Byans-sur-Doubs
Die Liste der Monuments historiques in Byans-sur-Doubs führt die Monuments historiques in der französischen Gemeinde Byans-sur-Doubs auf.

## Liste der Immobilien
| Bezeichnung      | Beschreibung                                                                            | Standort                 | Kennzeichnung | Schutzstatus | Datum | Bild           |
| ---------------- | --------------------------------------------------------------------------------------- | ------------------------ | ------------- | ------------ | ----- | -------------- |
| Kirche St-Désiré | Turm aus dem 12. Jahrhundert, Schiff und Chorraum im 18. Jahrhundert umfassend erneuert | Place de l’Église (Lage) | PA00125396    | Classé       | 1999  | weitere Bilder |

## Liste der Objekte
| Bezeichnung                               | Beschreibung                          | Standort                       | Kennzeichnung | Schutzstatus | Datum | Bild |
| ----------------------------------------- | ------------------------------------- | ------------------------------ | ------------- | ------------ | ----- | ---- |
| Kruzifix                                  | Holz, 18. Jahrhundert                 | in der Kirche St-Désiré (Lage) | PM25001956    | Inscrit      | 1999  |      |
| Skulptur Heiliger Desideratus von Bourges | Holz, farbig gefasst, 16. Jahrhundert | in der Kirche St-Désiré (Lage) | PM25001957    | Inscrit      | 1999  |      |